# Ha'asinu

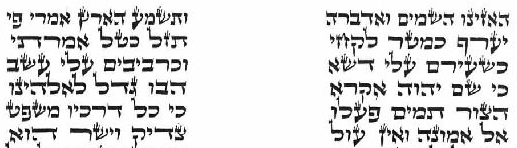
Der Anfang von Ha'asinu: Ha'asinu ha-schamajim wa-adabera [http://www.mechon-mamre.org/p/pt/pt0532.htm#1 wie er in der Torarolle erscheint

Ha'asinu (Biblisches Hebräisch הַאֲזִינוּ ‚Höret‘ – zu ergänzen: „ihr Himmel“) ist ein Leseabschnitt (Parascha oder Sidra) der Tora und umfasst den Text
Dtn 32 .
Es handelt sich um die Sidra des 2. Schabbats im Monat Tischri.

## Wesentlicher Inhalt
- Das Lied des Mose, auf das im Wochenabschnitt Wajelech hingewiesen worden ist
- Himmel und Erde sollen für Gottes Gerechtigkeit Zeugnis ablegen
- Sünden des Volkes sind nur zu seinem eigenen Unglück, es zeigt sich damit undankbar gegenüber Gottes Wohltaten
- Im Wohlleben verschmäht das Volk seinen Gott und wendet sich fremden Göttern zu
- Gott nimmt Rache mit Seuchen, Hungersnöten und feindlicher Unterdrückung
- Moses trägt dieses Lied dem Volk vor und weist mit Nachdruck auf seine Bedeutung hin
- Moses besteigt den Berg Nebo, wo er sterben soll: „Du darfst das Land von der anderen Talseite aus sehen. Aber du darfst das Land, das ich den Israeliten geben werde, nicht betreten“ (Vers 52)[2]

## Haftara
Bezüglich der zugehörigen Haftara gibt es Fallunterscheidungen und auch verschiedene Traditionen. Die häufigste Lesung ist
Hosea 14,2–10 .